# Maisons (Aude)
Pour les articles homonymes, voir Maisons.
Maisons  est une commune française située dans le sud du département de l'Aude, en région Occitanie.
Sur le plan historique et culturel, la commune fait partie du massif des Corbières, un chaos calcaire formant la transition entre le Massif central et les Pyrénées. Exposée à un climat méditerranéen, elle est drainée par le ruisseau de la Valette et par divers autres petits cours d'eau. La commune possède un patrimoine naturel remarquable : un site Natura 2000 (les « hautes Corbières ») et deux zones naturelles d'intérêt écologique, faunistique et floristique.
Maisons est une commune rurale qui compte 52 habitants en 2022, après avoir connu un pic de population de 339 habitants en 1846. Ses habitants sont appelés les Maisonais et Maisonaises.

## Géographie
Commune des Corbières située au pied du Mont Tauch, sur le terroir Corbières (AOC). Le Ruisseau de Cardières, le Ruisseau de Gournet, le Ruisseau de la Canal sont les principaux cours d'eau qui traversent la commune de Maisons.

### Communes limitrophes
Les communes limitrophes sont  Davejean, Dernacueillette, Montgaillard, Palairac et Tuchan.
| Davejean        | Palairac     |        |
| Dernacueillette | Maisons      | Tuchan |
|                 | Montgaillard |        |

### Géologie
Mines
En 1991, un décret accorde la Compagnie générale des matières nucléaires un permis exclusif de recherches de mines d'or, argent, arsenic et antimoine, valable trois ans, couvrant un territoire de 11,6 km sur les communes de Davejean, Dernacueillette et Maisons.

### Hydrographie
La commune est dans la région hydrographique « Côtiers méditerranéens », au sein du bassin hydrographique Rhône-Méditerranée-Corse. Elle est drainée par le ruisseau de la Valette, le ruisseau de Courtillou, le ruisseau de Gournet, le ruisseau de la Canal, le ruisseau de la Dreille, le ruisseau de la Feneille, le ruisseau des Bacs, le ruisseau des Claus, le ruisseau des Ières et le ruisseau des Soulades, qui constituent un réseau hydrographique de 20 km de longueur totale,.

### Climat
Pour des articles plus généraux, voir Climat de l'Occitanie et Climat de l'Aude.
En 2010, le climat de la commune est de type climat méditerranéen franc, selon une étude s'appuyant sur une série de données couvrant la période 1971-2000. En 2020, Météo-France publie une typologie des climats de la France métropolitaine dans laquelle la commune est exposée à un climat méditerranéen et est dans la région climatique Provence, Languedoc-Roussillon, caractérisée par une pluviométrie faible en été, un très bon ensoleillement (2 600 h/an), un été chaud (21,5 °C), un air très sec en été, sec en toutes saisons, des vents forts (fréquence de 40 à 50 % de vents > 5 m/s) et peu de brouillards.
Pour la période 1971-2000, la température annuelle moyenne est de 13,9 °C, avec  une amplitude thermique annuelle de 15,3 °C. Le cumul annuel moyen de précipitations est de 784 mm, avec 7,7 jours de précipitations en janvier et 3,6 jours en juillet. Pour la période 1991-2020 la température moyenne annuelle observée sur la station météorologique la plus proche, située sur la commune de Mouthoumet à 9 km à vol d'oiseau, est de 12,5 °C et le cumul annuel moyen de précipitations est de 837,6 mm,. Pour l'avenir, les paramètres climatiques de la commune estimés pour 2050 selon différents scénarios d’émission de gaz à effet de serre sont consultables sur un site dédié publié par Météo-France en novembre 2022.

### Milieux naturels et biodiversité

#### Réseau Natura 2000

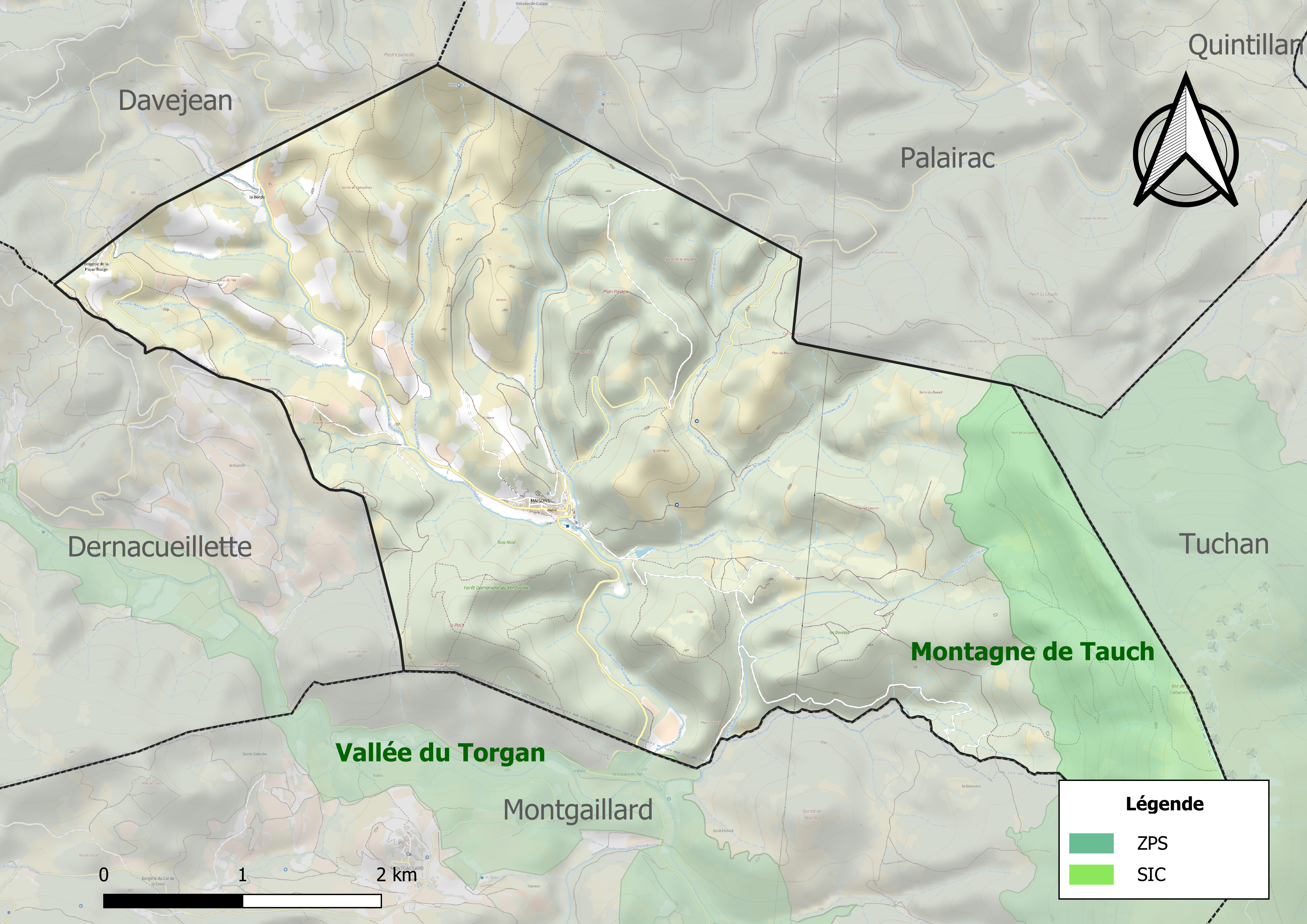
Sites Natura 2000 sur le territoire communal.

Le réseau Natura 2000 est un réseau écologique européen de sites naturels d'intérêt écologique élaboré à partir des directives habitats et oiseaux, constitué de zones spéciales de conservation (ZSC) et de zones de protection spéciale (ZPS).
Un site Natura 2000 a été défini sur la commune au titre  de la directive oiseaux : les « hautes Corbières », d'une superficie de 28 398 ha, accueillant une avifaune riche et diversifiée : rapaces tels que les Busards, l'Aigle Royal, le Circaète Jean-le-Blanc, qui trouvent sur place des conditions favorables à la nidification et à leur alimentation du fait de l'importance des milieux ouverts.

#### Zones naturelles d'intérêt écologique, faunistique et floristique
L’inventaire des zones naturelles d'intérêt écologique, faunistique et floristique (ZNIEFF) a pour objectif de réaliser une couverture des zones les plus intéressantes sur le plan écologique, essentiellement dans la perspective d’améliorer la connaissance du patrimoine naturel national et de fournir aux différents décideurs un outil d’aide à la prise en compte de l’environnement dans l’aménagement du territoire.
Une ZNIEFF de type 1 est recensée sur la commune :
la « montagne de Tauch » (2 093 ha), couvrant 5 communes du département et une ZNIEFF de type 2, : 
les « Corbières centrales » (68 810 ha), couvrant 56 communes dont 54 dans l'Aude et 2 dans les Pyrénées-Orientales.

Carte des ZNIEFF de type 1 et 2 à Maisons.
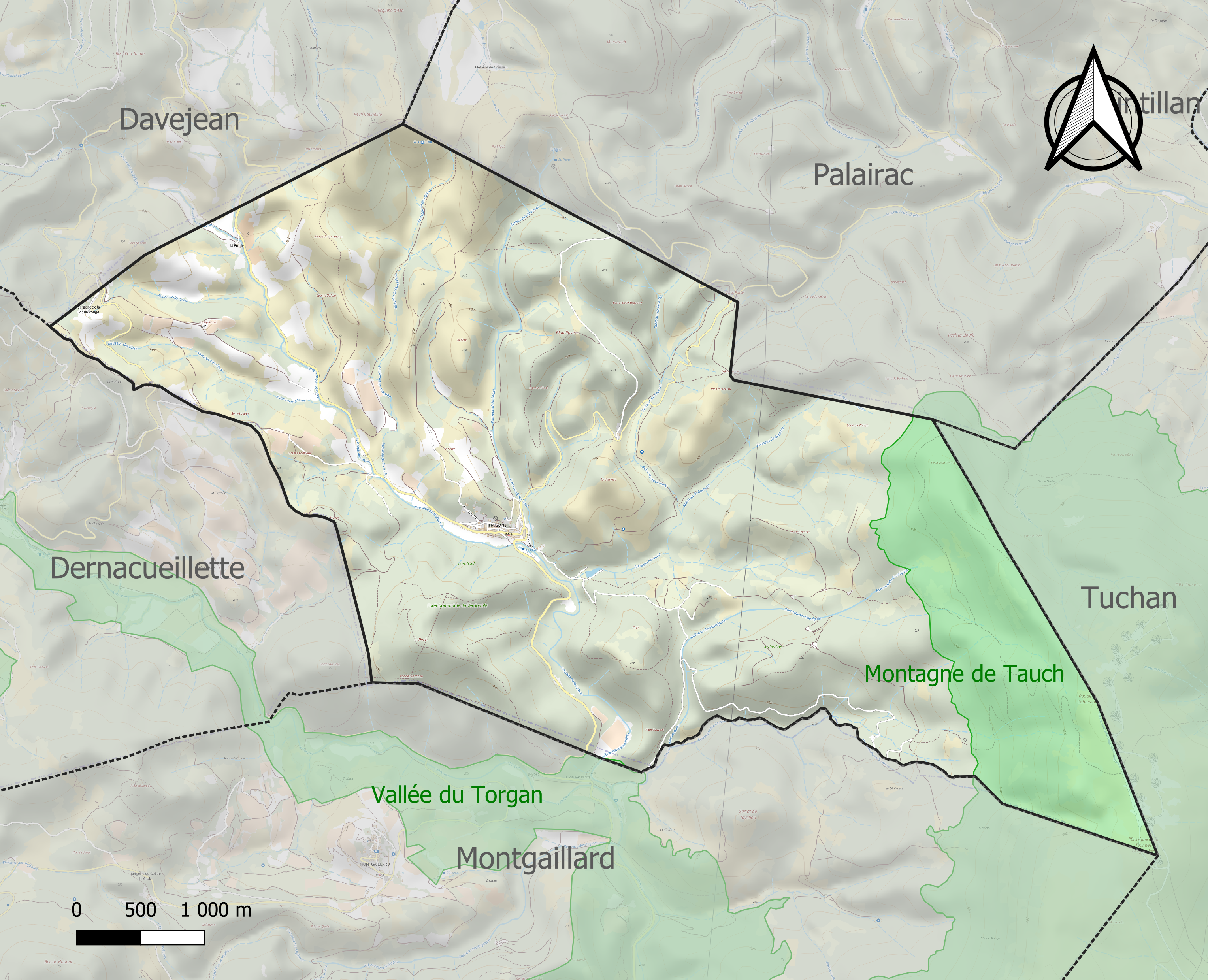
Carte de la ZNIEFF de type 1 sur la commune.
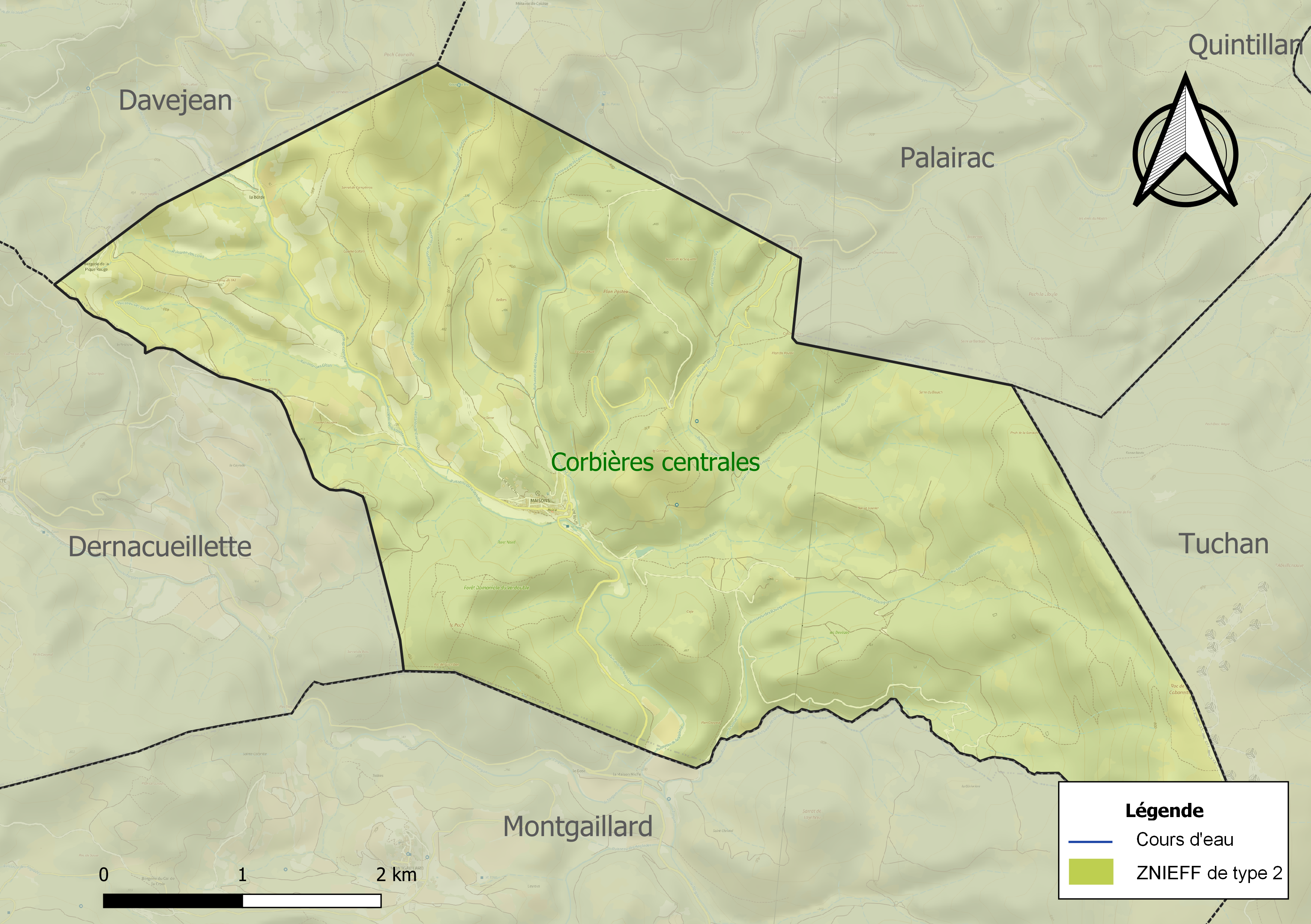
Carte de la ZNIEFF de type 2 sur la commune.

## Urbanisme

### Typologie
Au 1er janvier 2024, Maisons est catégorisée commune rurale à habitat très dispersé, selon la nouvelle grille communale de densité à 7 niveaux définie par l'Insee en 2022.
Elle est située hors unité urbaine et hors attraction des villes,.

### Occupation des sols
L'occupation des sols de la commune, telle qu'elle ressort de la base de données européenne d’occupation biophysique des sols Corine Land Cover (CLC), est marquée par l'importance des forêts et milieux semi-naturels (79,3 % en 2018), en augmentation par rapport à 1990 (78,1 %). La répartition détaillée en 2018 est la suivante : 
forêts (40,1 %), milieux à végétation arbustive et/ou herbacée (39,2 %), zones agricoles hétérogènes (20,1 %), prairies (0,5 %). L'évolution de l’occupation des sols de la commune et de ses infrastructures peut être observée sur les différentes représentations cartographiques du territoire : la carte de Cassini (XVIIIe siècle), la carte d'état-major (1820-1866) et les cartes ou photos aériennes de l'IGN pour la période actuelle (1950 à aujourd'hui).

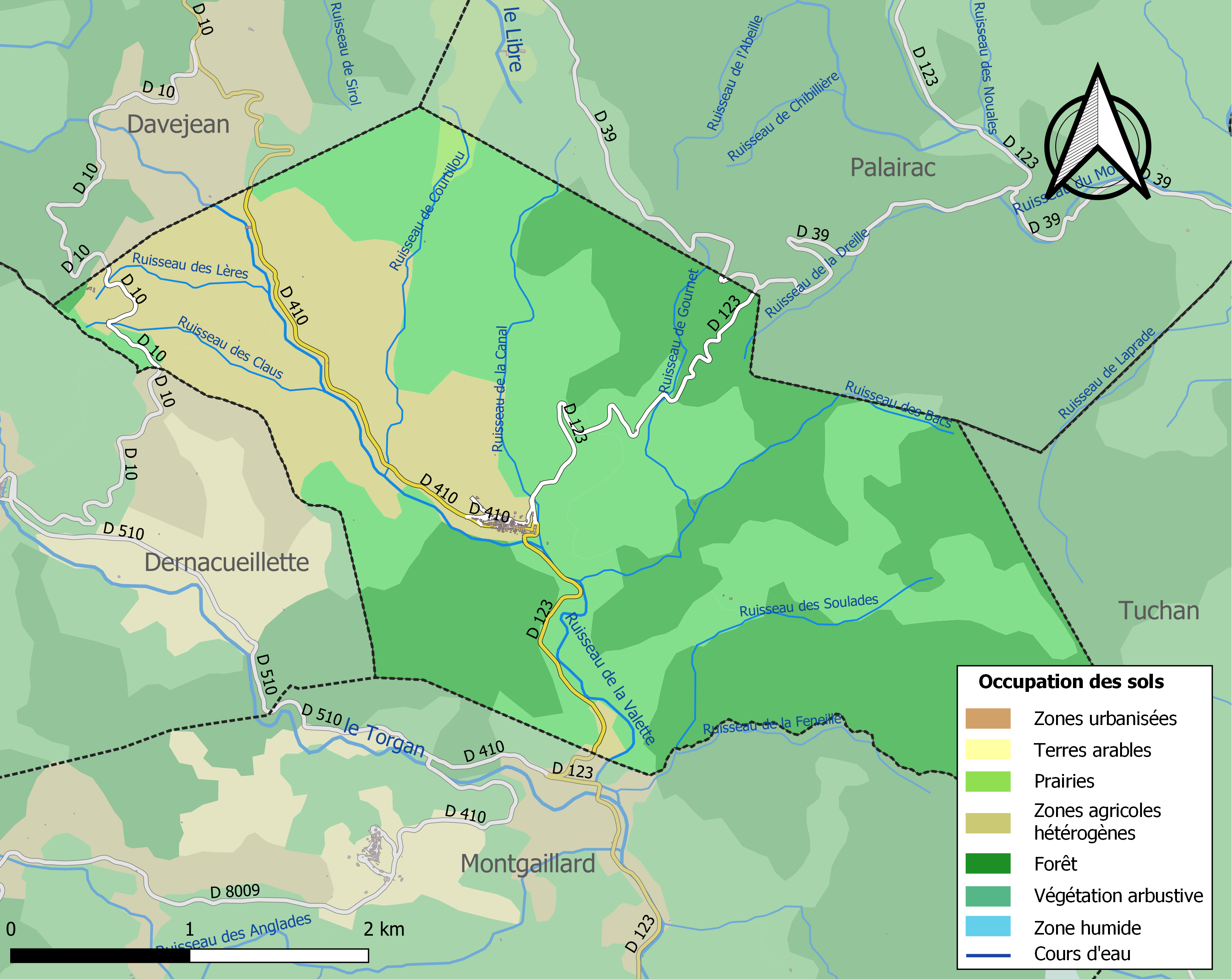
Carte des infrastructures et de l'occupation des sols de la commune en 2018 (CLC).

### Risques majeurs
Le territoire de la commune de Maisons est vulnérable à différents aléas naturels : météorologiques (tempête, orage, neige, grand froid, canicule ou sécheresse), feux de forêts et séisme (sismicité faible). Il est également exposé à un risque particulier : le risque de radon. Un site publié par le BRGM permet d'évaluer simplement et rapidement les risques d'un bien localisé soit par son adresse soit par le numéro de sa parcelle.

#### Risques naturels

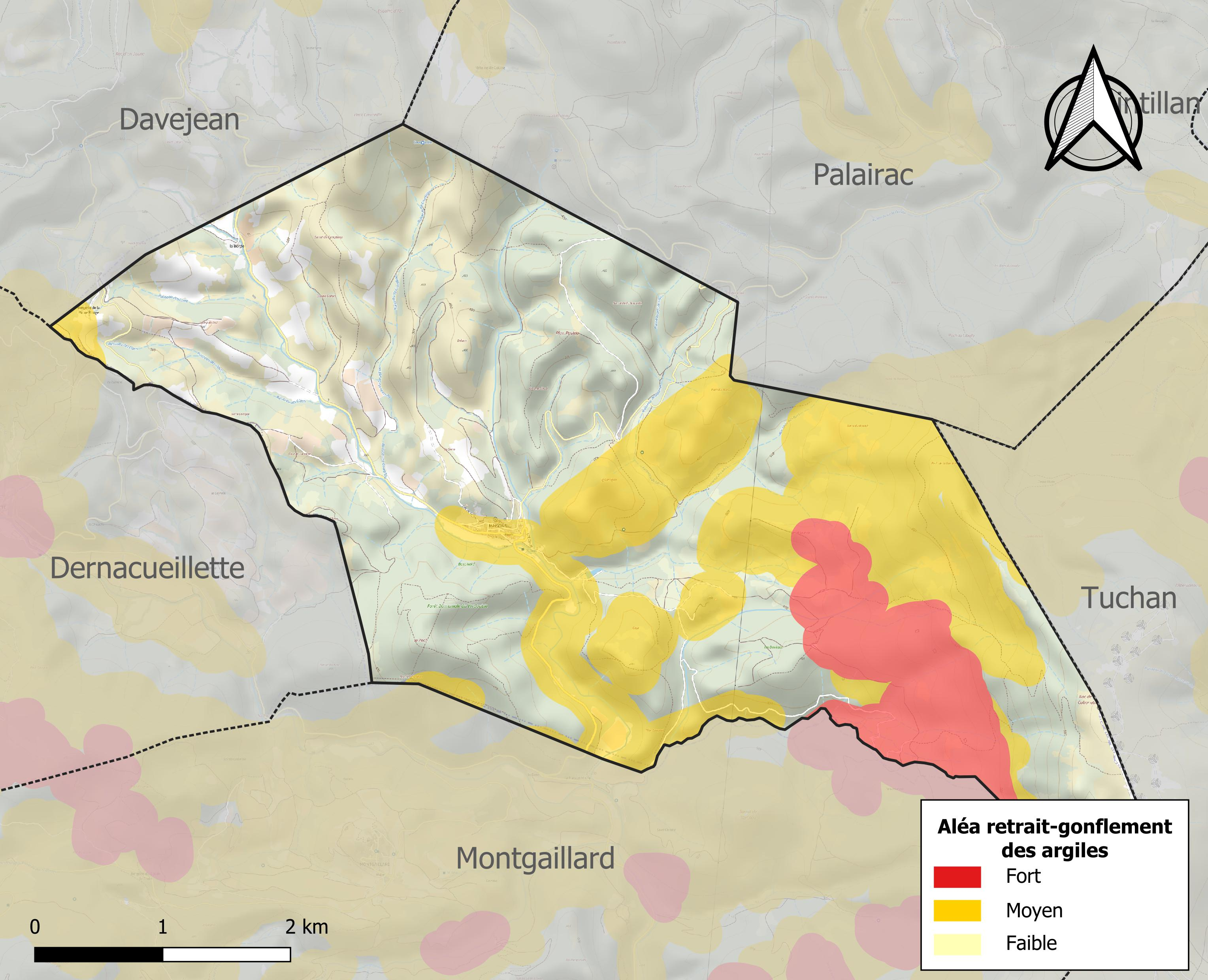
Carte des zones d'aléa retrait-gonflement des sols argileux de Maisons.

Le retrait-gonflement des sols argileux est susceptible d'engendrer des dommages importants aux bâtiments en cas d’alternance de périodes de sécheresse et de pluie. 36,8 % de la superficie communale est en aléa moyen ou fort (75,2 % au niveau départemental et 48,5 % au niveau national). Sur les 79 bâtiments dénombrés sur la commune en 2019, 71 sont en aléa moyen ou fort, soit 90 %, à comparer aux 94 % au niveau départemental et 54 % au niveau national. Une cartographie de l'exposition du territoire national au retrait gonflement des sols argileux est disponible sur le site du BRGM,.

#### Risque particulier
Dans plusieurs parties du territoire national, le radon, accumulé dans certains logements ou autres locaux, peut constituer une source significative d’exposition de la population aux rayonnements ionisants. Certaines communes du département sont concernées par le risque radon à un niveau plus ou moins élevé. Selon la classification de 2018, la commune de Maisons est classée en zone 3, à savoir zone à potentiel radon significatif.

## Toponymie
Mansiones mentionné en 842 et Villa Mansiones en 876, puis maisos en 1242 et Maisons en 1260

## Histoire
En 842, Charles le Chauve fait don de Maisons à Milon, son vassal. En 1128 les seigneurs de Termes reconnaissent les droits du monastère de La Grasse sur Maisons. En 1208, Rixovende de Termes reconnaît les droits du monastère qu'elle détenait par violence. Mais en 1215, une sentence arbitrale attribue les droits à Alain de Roci, seigneur de Termes. En 1224, Olivier et Bernard de Termes font don à Olivier de Treilhes, seigneur de Gléon et à son fils Raymond, de tout ce qu'ils possédaient à Maisons. En 1260, une lettre de Louis IX autorise Olivier de Termes à vendre le château de Maisons. Guillaume Vic, seigneur de Maisons, se marie à Marguerite de Barre le 20 mai 1639.

## Politique et administration
| Période                                  | Période  | Identité         | Étiquette | Qualité |
| ---------------------------------------- | -------- | ---------------- | --------- | ------- |
| mars 2001                                | 2001     | André Gabinaud   |           |         |
| 2001                                     | 2008     | Bernard Martinez |           |         |
| 2008                                     | 2020     | Patricia Suchaud |           |         |
| 2020                                     | En cours | Florie Blanc     |           |         |
| Les données manquantes sont à compléter. |          |                  |           |         |

## Démographie
L'évolution du nombre d'habitants est connue à travers les recensements de la population effectués dans la commune depuis 1793. Pour les communes de moins de 10 000 habitants, une enquête de recensement portant sur toute la population est réalisée tous les cinq ans, les populations de référence des années intermédiaires étant quant à elles estimées par interpolation ou extrapolation. Pour la commune, le premier recensement exhaustif entrant dans le cadre du nouveau dispositif a été réalisé en 2008.

En 2022, la commune comptait 52 habitants, en évolution de +15,56 % par rapport à 2016 (Aude : +2,65 %, France hors Mayotte : +2,11 %).
| 1793 | 1800 | 1806 | 1821 | 1831 | 1836 | 1841 | 1846 | 1851 |
| ---- | ---- | ---- | ---- | ---- | ---- | ---- | ---- | ---- |
| 208  | 231  | 266  | 265  | 300  | 313  | 324  | 339  | 304  |

| 1856 | 1861 | 1866 | 1872 | 1876 | 1881 | 1886 | 1891 | 1896 |
| ---- | ---- | ---- | ---- | ---- | ---- | ---- | ---- | ---- |
| 308  | 304  | 265  | 258  | 248  | 276  | 289  | 250  | 226  |

| 1901 | 1906 | 1911 | 1921 | 1926 | 1931 | 1936 | 1946 | 1954 |
| ---- | ---- | ---- | ---- | ---- | ---- | ---- | ---- | ---- |
| 221  | 210  | 200  | 200  | 204  | 197  | 180  | 157  | 134  |

| 1962 | 1968 | 1975 | 1982 | 1990 | 1999 | 2006 | 2008 | 2013 |
| ---- | ---- | ---- | ---- | ---- | ---- | ---- | ---- | ---- |
| 133  | 111  | 79   | 66   | 61   | 56   | 44   | 41   | 41   |

| 2018 | 2022 | - | - | - | - | - | - | - |
| ---- | ---- | - | - | - | - | - | - | - |
| 48   | 52   | - | - | - | - | - | - | - |

## Économie

### Emploi
| Division       | 2008   | 2013   | 2018   |
| -------------- | ------ | ------ | ------ |
| Commune        | 9,1 %  | 15 %   | 11,1 % |
| Département    | 10,2 % | 12,8 % | 12,6 % |
| France entière | 8,3 %  | 10 %   | 10 %   |

En 2018, la population âgée de 15 à 64 ans s'élève à 27 personnes, parmi lesquelles on compte 63 % d'actifs (51,9 % ayant un emploi et 11,1 % de chômeurs) et 37 % d'inactifs,. Depuis 2008, le taux de chômage communal (au sens du recensement) des 15-64 ans est inférieur à celui du département, mais supérieur à celui de la France.
La commune est hors attraction des villes,. Elle compte 8 emplois en 2018, contre 6 en 2013 et 2 en 2008. Le nombre d'actifs ayant un emploi résidant dans la commune est de 14, soit un indicateur de concentration d'emploi de 57 % et un taux d'activité parmi les 15 ans ou plus de 36,2 %.
Sur ces 14 actifs de 15 ans ou plus ayant un emploi, 6 travaillent dans la commune, soit 43 % des habitants. Pour se rendre au travail, 85,7 % des habitants utilisent un véhicule personnel ou de fonction à quatre roues, 14,2 % s'y rendent en deux-roues, à vélo ou à pied et.

### Activités hors agriculture
3 établissements sont implantés  à Maisons au 31 décembre 2019.
Le secteur de la construction est prépondérant sur la commune puisqu'il représente 66,7 % du nombre total d'établissements de la commune (2 sur les 3 entreprises implantées  à Maisons), contre 14 % au niveau départemental.

### Agriculture
|               | 1988 | 2000 | 2010 | 2020 |
| ------------- | ---- | ---- | ---- | ---- |
| Exploitations | 19   | 5    | 0    | 1    |
| SAU (ha)      | 124  | 152  | 0    | 2    |

La commune est dans la « Région viticole » de l'Aude, une petite région agricole occupant une grande partie centrale du département, également dénommée localement « Corbeilles Minervois et Carcasses-Limouxin ». En 2020, l'orientation technico-économique de l'agriculture  sur la commune est la culture de fleurs et/ou horticulture diverse. Une seule  exploitation agricole ayant son siège dans la commune est recensée lors du recensement agricole de 2020 (19 en 1988). La superficie agricole utilisée est de 2 ha,,.

## Culture locale et patrimoine

### Lieux et monuments
- Église Saint-André de Maisons.

### Personnalités liées à la commune
- Olivier de Termes (1200-1274), seigneur de Termes et de Maisons.

### Héraldique
| Blason de Maisons | Blason  | D'hermine à une fasce fuselée d'argent et de gueules. |
| Blason de Maisons | Détails | Le statut officiel du blason reste à déterminer.      |